# 윤전
윤전(尹烇, 1575(선조 8)∼1637(인조 15). 조선 중기의 문신.
초명은 찬(燦). 본관은 파평(坡平). 자는 회숙(晦叔), 호는 후촌(後村). 병사(兵使)선지(先智)의 증손으로, 할아버지는 돈(暾)이고, 아버지는 증참판 창세(昌世)이며, 어머니는 청주 경씨(淸州慶氏)로 부제학(副提學) 혼(渾)의 딸이다. 황(煌)의 아우이다. 우계 성혼(成渾)의 문인이다.

## 생애
1610년(광해군 2) 식년 문과에 을과로 급제해 승문원에 들어갔으며, 이후 저작이 되었다. 1613년 유생 이위경(李偉卿)이 이이첨(李爾瞻)의 사주를 받아 폐모소를 올렸을 때, 한림 엄성(嚴惺)·권확(權鑊)과 함께 이위경의 상소를 정지시키려다가 도리어 파면되었다.
그 뒤 박사로 다시 임용되어 전적·감찰을 거쳐, 1615년 호조좌랑에 이르렀다. 그러나 다시 이위경 등에게 몰려 파면되고 사판(仕版)에서 삭제되었다가 1623년 인조반정으로 경기도도사로 복직되었다. 이듬해이괄(李适)의 난이 일어나자 곧 인조가 있는 공주로 가서 공조정랑이 되었으며, 환도 후 1626년(인조 4) 지평이 되었다.
이 때 대사헌 박동선(朴東善)과 함께 관가와 사대부가의 연료 독점에 대한 백성의 원성을 대변하였다. 이듬해 정묘호란이 일어나자 임금을 시종(侍從)하지 못했다는 사간원의 탄핵을 받았으나, 호소사(號召使) 김장생(金長生)의 종사관으로 활약하였다. 강화로 들어가 분병조정랑·공조정랑·사예·예빈시정(禮賓寺正)을 역임하고, 익산군수를 지냈다.
1633년 종묘서령(宗廟署令)·직강·장령 등을 지내고, 1636년 12월병자호란 때 필선으로 빈궁(嬪宮)을 배종(陪從)해 강화에 들어갔다. 그러다가 이듬해 성이 함락되자 식음을 폐하고, 송시영(宋時榮)·이시직(李時稷) 등과 함께 자결하기로 결의, 두 번이나 목을 매었으나 구출되자 다시 패도(佩刀)로 자인(自刃)하려다가 미처 절명하기 전에 적병을 크게 꾸짖고 피살되었다.
사람됨이 돈후하고 신중하다는 평을 들었다. 이조판서에 추증되고, 강화의 충렬사(忠烈祠), 연산의 구산서원(龜山書院)에 제향되었다. 시호는 충헌(忠憲)이다.

## 저서
- 『후촌실기』

## 가족 관계
- 조부 : 윤돈(尹暾)-증좌승지
- 조모 : 문화류씨(첨정 류연의 녀)
  - 아버지 : 윤창세(尹昌世)-증참판
  - 어머니 : 청주경씨(부제학 경혼의 녀)
    - 형님 : 윤수(尹燧)-죽주부사
      - 조카 : 윤순거(尹舜擧)

    - 형님 : 윤황(尹煌)-대사간
      - 조카 : 윤문거(尹文擧)
      - 조카 : 윤선거(尹宣擧)

    - 동생 : 윤흡(尹熻)-한성서윤
    - 동생 : 윤희(尹熺)-전부
    - 부인 : 해평윤씨(첨지 윤환의 녀, 윤근수의 손녀)
      - 아들 : 윤원거(尹元擧)
        - 손자 : 윤주(尹拄)
        - 손자 : 윤유(尹揄)
        - 손자 : 윤부(尹拊)

      - 아들 : 윤중거(尹仲擧)
      - 아들 : 윤숙거(尹叔擧)
      - 아들 : 윤계거(尹季擧)
      - 장녀 : 은진인 송시형에게 출가
      - 차녀 : 강릉인 김훤에게 출가
      - 삼녀 : 경주인 김광악에게 출가
      - 사녀 : 김해인 김도응에게 출가
      - 아들 : 윤동거(尹東擧)
      - 아들 : 윤오거(尹五擧)
      - 아들 : 윤팔거(尹八擧)

출처: 민족문화대백과사전